# Ormosia dedita
Ormosia dedita är en tvåvingeart som beskrevs av Alexander 1943. Ormosia dedita ingår i släktet Ormosia och familjen småharkrankar. Inga underarter finns listade i Catalogue of Life.